# Samuel Arnold (Politiker)

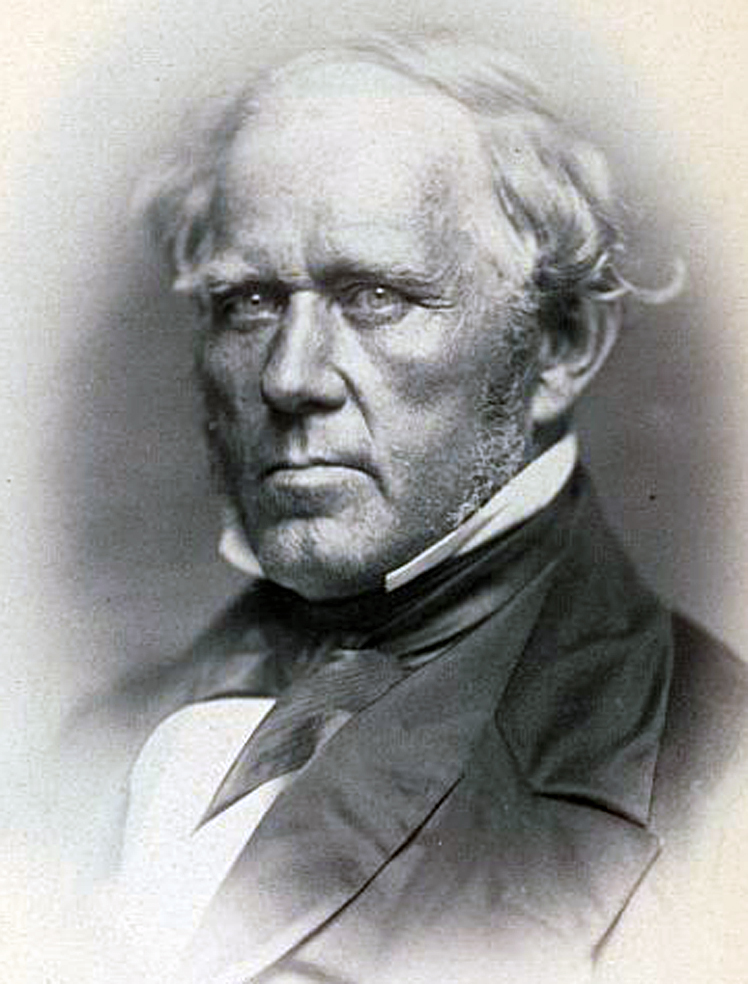
Samuel Arnold (1859)

Samuel Arnold (* 1. Juni 1806 in Haddam, Middlesex County, Connecticut; † 5. Mai 1869 ebenda) war ein US-amerikanischer Politiker. Zwischen 1857 und 1859 vertrat er den zweiten Wahlbezirk des Bundesstaates Connecticut im US-Repräsentantenhaus.

## Werdegang
Samuel Arnold besuchte die Grundschule in Plainfield und die Westfield Academy in Massachusetts. Die meiste Zeit seines Lebens beschäftigte er sich mit der Landwirtschaft. Außerdem erwarb er sich die Mehrheitsanteile an einem Steinbruch und wurde Eigner einer Schifffahrtslinie zwischen New York und Philadelphia. Für einige Jahre war er auch Präsident der Bank of East Haddam.
Politisch war Arnold Mitglied der Demokratischen Partei. In den Jahren 1839, 1842, 1844 und 1851 wurde er in das Repräsentantenhaus von Connecticut gewählt. Bei den Kongresswahlen des Jahres 1856 gelang ihm im zweiten Distrikt von Connecticut der Einzug in das US-Repräsentantenhaus in Washington, D.C. Dort trat er am 4. März 1857 die Nachfolge von John Woodruff an, den er bei der Wahl geschlagen hatte. Da er aber im Jahr 1858 auf eine erneute Kandidatur verzichtete, konnte Arnold bis zum 3. März 1859 nur eine Legislaturperiode im Kongress absolvieren, die von den Ereignissen im Vorfeld des Bürgerkrieges bestimmt war.
Nach dem Ende seiner Zeit im Repräsentantenhaus widmete sich Samuel Arnold wieder der Landwirtschaft und seinen Interessen im Steinbruchgeschäft. Er starb am 5. Mai 1869 in seinem Geburtsort Haddam.